# When the Summer is Gone
When the Summer is Gone (Remixes), släppt år 2000, är ett album av det svenska dansbandet Barbados.

## Låtlista: Officiel Edition
1. Se mig
2. I Write You a Lovesong
3. Blå horisont (Blueprint Remix)
4. When the Summer is Gone
5. Rosalita
6. Grand Hotel (Roomservice Version)
7. Höstens alla färger
8. California Nights
9. It Started with a Love Affair
10. Look into My Eyes
11. Sway
12. You Bring Me Down
13. Too Many Teardrops
14. Magic of the Moment
15. Johanna
16. Bye Bye Dreamer (English Version)
17. Varje gång hon ser på mig
18. Little Girl
19. Om hon frågar
20. Madeleine

## Låtlista: FanClub Edition
1. I Write You A Lovesong
2. When The Summer Is Gone
3. Moon Full of Love (Beat of Tomorrow Remix)
4. Too Many Teardrops
5. Grand Hotel (Roomservice Version)
6. Höstens Alla Färger
7. Californian Nights
8. It Started With A Love Affair
9. Look Into My Eyes
10. You Bring Me Down
11. Födda För Varann
12. Magic Of The Moment
13. Johanna
14. My Heart Is Beating For You
15. Bye Bye Dreamer (English Version)
16. Varje Gång Hon Ser På Mig
17. Little Girl
18. Om Hon Frågar
19. Madeleine
20. When The Summer Is Gone (Summernight Mix)